# Гюль, Абдуллах
Абдулла́х Гюль (тур. Abdullah Gül [abduɫˈɫah ˈɟyl]; род. 29 октября 1950[…], Кайсери) — турецкий политический и государственный деятель, президент Турции (с 28 августа 2007 по 28 августа 2014 года).
До этого (2002—2003) — премьер-министр Турции, затем 1-й заместитель премьер-министра и министр иностранных дел. Сторонник европейской интеграции Турции, приложил немало усилий для того, чтобы его страна получила возможность приступить к переговорам о вступлении Турции в ЕС. Вместе с тем считается приверженцем исламских ценностей.

## Биография
Абдуллах Гюль родился в г. Кайсери в семье инженера. Семья отличалась консервативными взглядами, и Гюль был воспитан в традиционалистском духе.
По некоторым источникам утверждается то что возможно он был курдом по этнической принадлежности, но это доподлинно неизвестно.
Изучал экономику в Стамбульском университете, стажировался также в Лондоне и Эксетере. В 1983—1991 годах работал в Исламском банке развития. С 1991 года — преподаватель международного менеджмента, депутат Турецкого парламента от исламистской «Партии благоденствия» («Refah Partisi»). В 1991—1995 годах — член парламентского комитета по бюджету и планированию. В 1995 году снова избран депутатом, был членом комитета по международной политике до 2001. В 1996—1997 годах — государственный министр, пресс-секретарь правительства. После того, как «Партия благоденствия» была запрещена в 1999 году, Гюль был избран в парламент от «Партии добродетели» («Fazilet Partisi»).
В 2002—2003 годах занимал должность премьер-министра, однако фактически был лишь компромиссным лидером. Целью его избрания было проведение поправки к законодательству, позволившее бы назначить премьер-министром Реджепа Тайипа Эрдогана. После принятия поправки последний стал новым премьер-министром, а Гюль — его заместителем и министром иностранных дел. В этот период Гюль являлся фигурантом «дела о потерянном триллионе», но неприкосновенность позволила ему избежать обвинений 

## Президентство

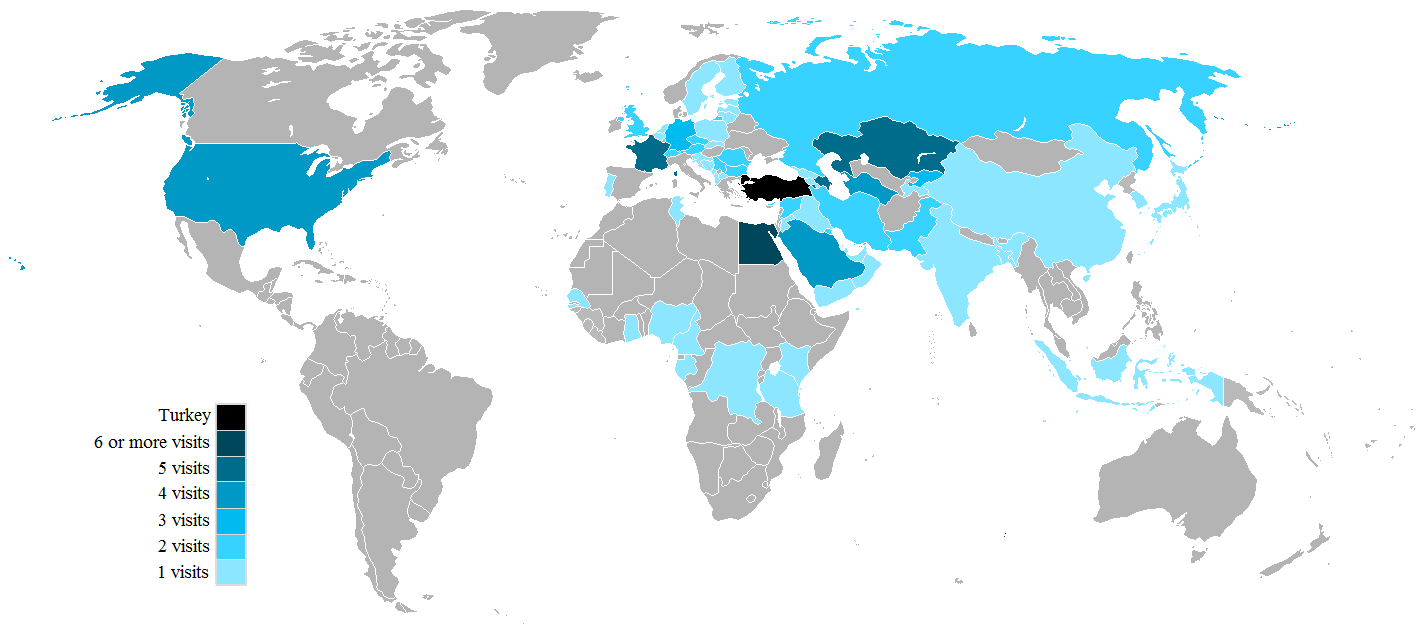
Заграничные поездки Президента Абдуллы Гюля

В мае премьер-министр Реджеп Эрдоган объявил Абдуллу Гюля основным кандидатом от правящей партии на президентских выборах в 2007 году. Это вызвало протесты оппозиционных партий, которых категорически не устраивала кандидатура Гюля, имевшего репутацию «исламиста». Оппозиционные партии приняли решение бойкотировать голосование по кандидатуре президента, чтобы выборы были признаны недействительными за недостатком кворума. В крупных городах прошли марши протеста против выдвижения Гюля в президенты и в защиту светского строя Турции. Начальник Генштаба Я. Бююканыт поддержал протестующих и заявил, что армия готова вмешаться, если светский строй будет поставлен под угрозу. Под массовым давлением Абдулла Гюль снял свою кандидатуру.
В июле в Турции прошли парламентские выборы, на которых убедительную победу одержала партия справедливости и развития под руководством Эрдогана. Вновь сформированный парламент провёл голосование по кандидатуре президента. На повторном голосовании 28 августа Гюль был избран президентом и в тот же день вступил в должность.
28 августа 2014 года покинул пост президента страны, передав полномочия премьер-министру Реджепу Тайипу Эрдогану, который победил на выборах 10 августа 2014 года.

## После ухода с поста президента
Абдуллах Гюль хранил долгое публичное молчание, практически не участвуя в общественных политических дискуссиях и не выражая своей поддержки каким-либо политическим силам, однако в конце марта 2025 г. на фоне массовых протестов, вызванных задержанием и помещением под стражу мэра Стамбула Экрема Имамоглу заявил в прессе: "Давайте вспомним, как общественное сознание не приняло те несправедливости, которые когда-то были совершены в отношении президента Реджепа Тайипа Эрдогана и меня. Подобные ошибки не должны быть допущены и в отношении Экрема Имамоглу, который был избран мэром народом".

## Личная жизнь
В 1980 году женился на Хайрюнисса Озъюрт, приходящейся ему двоюродной сестрой, в браке у супругов Гюль трое детей — сыновья Ахмед Мюнир и Мехмед Эмре и дочь Кюбра.
Болельщик стамбульского футбольного клуба «Бешикташ».

## Награды
Награды Турции
| Страна | Дата            | Награда                                           | Награда                                           | Литеры |
| ------ | --------------- | ------------------------------------------------- | ------------------------------------------------- | ------ |
| Турция | 3 октября 2013  | Юбилейная медаль ТЮРКСОЙ                          | Юбилейная медаль ТЮРКСОЙ                          |        |
| Турция | 28 августа 2014 | Государственная медаль Почёта Турецкой Республики | Государственная медаль Почёта Турецкой Республики |        |

Награды иностранных государств
| Страна            | Дата            | Награда                                                                                          | Награда                                                                                          | Литеры  |
| ----------------- | --------------- | ------------------------------------------------------------------------------------------------ | ------------------------------------------------------------------------------------------------ | ------- |
| Саудовская Аравия | 2007            | Кавалер цепи ордена короля Абдель-Азиза                                                          | Кавалер цепи ордена короля Абдель-Азиза                                                          |         |
| Великобритания    | 14 мая 2008     | Почётный рыцарь Большого креста ордена Бани                                                      | Почётный рыцарь Большого креста ордена Бани                                                      | GCB     |
| Казахстан         | 2008            | Медаль «10 лет Астане»                                                                           | Медаль «10 лет Астане»                                                                           |         |
| Португалия        | 12 мая 2009     | Кавалер Большой цепи ордена Инфанта дона Энрике                                                  | Кавалер Большой цепи ордена Инфанта дона Энрике                                                  | GColIH  |
| Катар             | 17 августа 2009 | Кавалер цепи ордена Независимости                                                                | Кавалер цепи ордена Независимости                                                                |         |
| Италия            | 30 октября 2009 | Кавалер Большого креста декорированного лентой ордена «За заслуги перед Итальянской Республикой» | Кавалер Большого креста декорированного лентой ордена «За заслуги перед Итальянской Республикой» |         |
| Кувейт            | 21 декабря 2009 | Кавалер цепи ордена Мубарака Великого                                                            | Кавалер цепи ордена Мубарака Великого                                                            |         |
| Камерун           | 6 марта 2010    | Кавалер Большого креста ордена Доблести                                                          | Кавалер Большого креста ордена Доблести                                                          |         |
| Пакистан          | 31 марта 2010   | Кавалер ордена Пакистана 1 класса                                                                | Кавалер ордена Пакистана 1 класса                                                                | NPk     |
| Венгрия           | 15 ноября 2011  | Кавалер Большого креста на цепи ордена Заслуг                                                    | Кавалер Большого креста на цепи ордена Заслуг                                                    |         |
| Нидерланды        | 16 апреля 2012  | Кавалер Большого креста ордена Нидерландского льва                                               | Кавалер Большого креста ордена Нидерландского льва                                               |         |
| Казахстан         | 11 октября 2012 | Кавалер ордена Золотого орла                                                                     | Кавалер ордена Золотого орла                                                                     |         |
| Швеция            | 11 марта 2013   | Рыцарь ордена Серафимов                                                                          | Рыцарь ордена Серафимов                                                                          | RSerafO |
| Грузия            | 19 апреля 2013  | Кавалер ордена Победы имени Святого Георгия                                                      | Кавалер ордена Победы имени Святого Георгия                                                      |         |
| Туркменистан      | 29 мая 2013     | Кавалер ордена «Звезда Президента»                                                               | Кавалер ордена «Звезда Президента»                                                               |         |
| Норвегия          | 5 ноября 2013   | Кавалер Большого креста ордена Святого Олафа                                                     | Кавалер Большого креста ордена Святого Олафа                                                     |         |
| Азербайджан       | 11 ноября 2013  | Кавалер ордена Гейдара Алиева                                                                    | Кавалер ордена Гейдара Алиева                                                                    |         |
| Люксембург        | 18 ноября 2013  | Рыцарь ордена Золотого льва Нассау                                                               | Рыцарь ордена Золотого льва Нассау                                                               |         |
| Туркменистан      | 2014            | Лауреат Международной премии имени Махтумкули                                                    | Лауреат Международной премии имени Махтумкули                                                    |         |
| Северный Кипр     | 19 июля 2014    | Кавалер ордена Республики Северный Кипр                                                          | Кавалер ордена Республики Северный Кипр                                                          |         |
| Кыргызстан        | 4 сентября 2014 | Кавалер ордена «Данакер»                                                                         | Кавалер ордена «Данакер»                                                                         |         |
| Казахстан         | 23 июня 2017    | Медаль «25 лет независимости Республики Казахстан»                                               | Медаль «25 лет независимости Республики Казахстан»                                               |         |
| Азербайджан       | 2018            | Золотой орден «Друг Азербайджан»                                                                 | Золотой орден «Друг Азербайджан»                                                                 |         |

### Почётные звания
- Почётный профессор Туркменского государственного института экономики и управления (2013)[17].